# Unterseeboot 849
Le Unterseeboot 849 (ou U-849) est un sous-marin allemand utilisé par la Kriegsmarine pendant la Seconde Guerre mondiale.

## Historique
L'U-849 reçoit sa formation de base dans la 4. Unterseebootsflottille à Stettin en Allemagne jusqu'au 30 septembre 1943, où il rejoint la formation de combat la 12. Unterseebootsflottille à Bordeaux en France.
L'U-849 est en route pour l'Océan Indien pour rejoindre la meute de loups gris du nom de Monsun à l'œuvre dans ce secteur lorsqu'il coule le 25 novembre 1943 dans l'Atlantique sud, à l'ouest de l'estuaire du Congo, à la position géographique de 6° 30′ S, 5° 40′ O par des charges de profondeur lancées par un avion américain Consolidated B-24 Liberator de l'escadron VP-107/B-6.

Les 63 membres d'équipage meurent dans cette attaque.

## Affectations successives
- 4. Unterseebootsflottille du 11 mars 1943 au 30 septembre 1943
- 12. Unterseebootsflottille du 1er octobre 1943 au 25 novembre 1943

## Commandement
- Kapitänleutnant Heinz-Otto Schultze du 11 mars 1943 au 25 novembre 1943

## Navires coulés
L'U-849 n'a ni coulé, ni endommagé de navire au cours de son unique patrouille.

## Sources
- (nl) Cet article est partiellement ou en totalité issu de l’article de Wikipédia en néerlandais intitulé « U 849 (Kriegsmarine) » (voir la liste des auteurs).
- (en) U-849 sur le site Uboat.net